# Hyperolius puncticulatus
Hyperolius puncticulatus és una espècie de granota de la família dels hiperòlids que viu a Kenya, Malawi, Tanzània i, possiblement també, a Moçambic i Zàmbia.
Està amenaçada d'extinció per la pèrdua del seu hàbitat natural.